# Brendan Carr (Politiker)

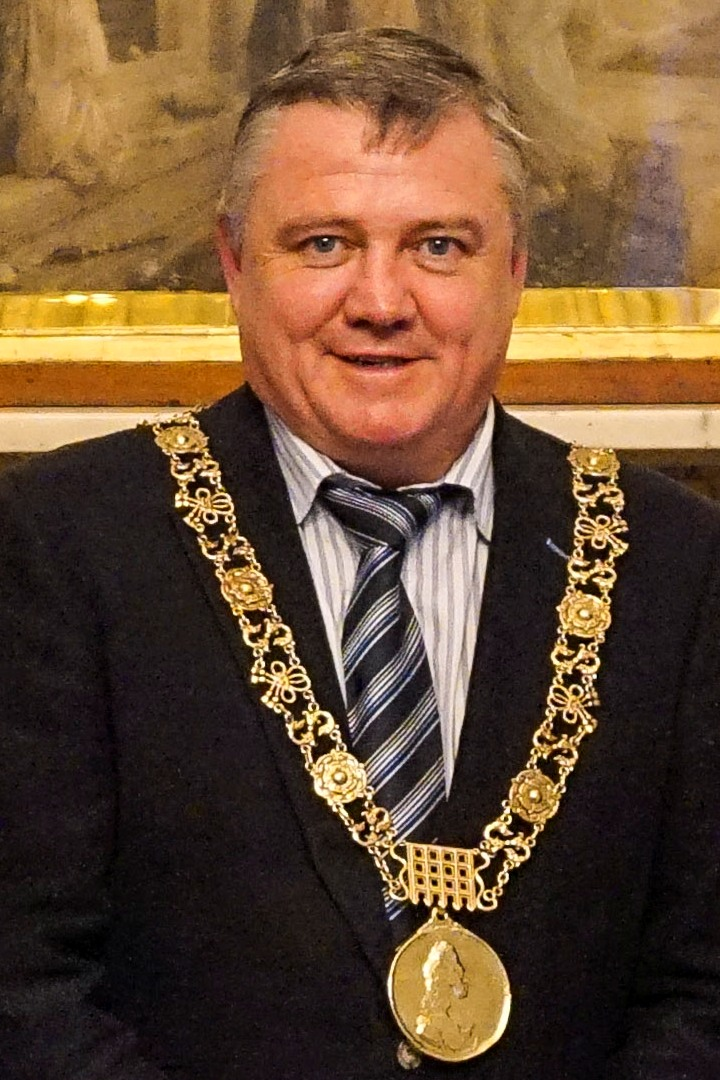
Brendan Carr

Brendan Carr ist ein irischer Politiker der Irish Labour Party und von Juni 2016 bis Juni 2017 der 347. Oberbürgermeister von Dublin.

## Leben
Carr besuchte das National College of Ireland und erhielt dort einen Abschluss in Industriellen Beziehungen.
Am 18. Juni 1999 wurde er erstmals in das Dublin City Council gewählt und gehörte diesem bis 2009 an. Während dieser Zeit war er ab dem 1. Juli 2002 für ein Jahr stellvertretender Oberbürgermeister von Dublin (Deputy Lord Mayor of Dublin) und bekleidete damit als erster diesen neugeschaffenen Posten. Nachdem er aus familiären Gründen 2009 auf eine erneute Kandidatur verzichtet hatte, wurde Carr im Juni 2014 erneut in das Dublin City Council gewählt.
Am 27. Juni 2016 wurde er, als Kandidat eines Wahlbündnisses zwischen der Irish Labour Party, der Sinn Féin, der Green Party, sowie unabhängiger Stadtratsmitgliedern, mit 43 Stimmen zum Oberbürgermeister von Dublin (Lord Mayor of Dublin) gewählt und löste damit Críona Ní Dhálaigh ab. Seine Konkurrenten Tina McVeight von der People Before Profit Alliance, sowie Paul McAuliffe von der Fianna Fáil, erhielten neun bzw. acht Stimmen.
Carr ist verheiratet und hat einen Sohn.